# Кинг, Бенджамин (американский велогонщик)
Бенджамин Т. "Бен" Кинг (англ. Benjamin King; род. 22 марта 1989 в Ричмонде, штат Виргиния, США) —  американский профессиональный шоссейный велогонщик, выступающий за южноафриканскую команду «Qhubeka Assos». Чемпион США 2010 года в групповой гонке. Победитель двух этапов на Вуэльте Испании 2018.

## Достижения
2009
3-й Чемпионат США — групповая гонка U23
2010
 Чемпионат США — групповая гонка
 Чемпионат США — групповая гонка U23
Молодёжная классификация Nature Valley Grand Prix
Молодёжная классификация Каскейд Классик
3-й Кубок наций Сагенея
2011
Молодёжная классификация Тур Пекина
2015
1-й этап Критериум Интернациональ
2-й Чемпионат США — индивидуальная гонка
2016
2-й этап Тур Калифорнии
2017
Спринтерская классификация Вуэльта Бургоса
2018
4-й и 9-й этапы Вуэльта Испании
Горная классификация Волта Алгарви

## Статистика выступлений

### Гранд-туры
| Гонка           | 2014 | 2015 | 2016 | 2017 | 2018 |
| --------------- | ---- | ---- | ---- | ---- | ---- |
| Джиро д'Италия  | —    | —    | —    | —    | 44   |
| Тур де Франс    | 53   | —    | —    | —    | —    |
| Вуэльта Испании | —    | 75   | 46   | НФ   |      |

| —  | Не участвовал  |
| НФ | Не финишировал |